# Wjatscheslaw Jewgenjewitsch Tischtschenko
Wjatscheslaw Jewgenjewitsch Tischtschenko (russisch Вячеслав Евгеньевич Тищенко, englische Transkription Viacheslav Evgenevich Tishchenko; * 7. August 1861 in Sankt Petersburg; † 25. Februar 1941 in Leningrad) war ein russischer Chemiker.

## Leben
Tischtschenko studierte ab 1879 Chemie an der Universität in Sankt Petersburg und wurde 1884  promoviert (Kandidatentitel). Er war dann 1884 bis 1888 Assistent von Dmitri Iwanowitsch Mendelejew. Dort war er ab 1893 Privatdozent und ab 1896 Professor für analytische und technische Chemie.  1899 erhielt er den Magistergrad. Er lehrte bis 1941 in Sankt Petersburg. Neben seiner Universitätsprofessur war er Professor für allgemeine und organische Chemie am Medizinischen Institut für Frauenbildung und ab 1918 Leiter eines Labors am Staatlichen Institut für Angewandte Chemie.
Er untersuchte die chemische Zusammensetzung von Erdöl, die Zusammensetzung von Harzen und Terpentin, die katalytische Umwandlung von Pinenen zu Camphen, und beschäftigte sich mit industriellen Gläsern, Porzellanherstellung, Jod-Gewinnung aus Algen, Apatit-Aufbereitung und Methoden der Reinerzeugung von Reagenzien.
Nach ihm und Ludwig Claisen ist die Claisen-Tischtschenko-Reaktion benannt (Herstellung von Estern aus Aldehyden), die von ihm 1906 in seiner Dissertation entwickelt wurde, und die Aldol-Tischtschenko-Reaktion.
1928 wurde er korrespondierendes und 1935 volles Mitglied der Sowjetischen Akademie der Wissenschaften. 1941 erhielt er den Stalinpreis.